# Jos Haex
Jos Haex (Meeuwen, 19 augustus 1959) is een voormalig Belgisch wielrenner.

## Belangrijkste overwinningen
1982
- 4e etappe Circuit Franco-Belge
- 5e etappe Circuit Franco-Belge

## Resultaten in voornaamste wedstrijden
| Jaar | Ronde van Italië | Ronde van Frankrijk | Ronde van Spanje |
| ---- | ---------------- | ------------------- | ---------------- |
| 1983 |                  |                     |                  |
| 1984 |                  |                     |                  |
| 1985 |                  |                     |                  |
| 1986 |                  | 78e                 |                  |
| 1987 |                  | 71e                 |                  |
| 1988 |                  | 56e                 |                  |
| 1989 | 34e              | opgave              |                  |
| 1990 |                  | 68e                 |                  |
| 1991 |                  |                     |                  |

| Jaar | Milaan-San Remo | Gent-Wevelgem | Ronde van Vlaanderen | Parijs-Roubaix | Amstel Gold Race | Luik-Bast.‑Luik | Waalse Pijl |
| ---- | --------------- | ------------- | -------------------- | -------------- | ---------------- | --------------- | ----------- |
| 1983 | 95e             |               |                      |                |                  | 65e             | 56e         |
| 1984 |                 |               |                      | 42e            |                  |                 |             |
| 1985 | 28e             |               |                      |                |                  |                 |             |
| 1986 |                 |               |                      |                |                  |                 |             |
| 1987 | 58e             |               |                      |                | 47e              | 57e             | 31e         |
| 1988 |                 | 37e           | 54e                  |                | 39e              | 52e             | 19e         |
| 1989 |                 |               |                      |                | 29e              | 117e            | 25e         |
| 1990 | 31e             |               |                      |                |                  | 59e             | 49e         |
| 1991 |                 | 149e          |                      |                |                  |                 |             |